# Троповці
Троповці (словен. Tropovci) — поселення в общині Тишина, Помурський регіон, Словенія. Висота над рівнем моря: 194,4 м.